# Музеј Републике Српске
Музеј Републике Српске званична је институција Републике Српске и културна установа у саставу Министарства просвјете и културе Републике Српске.
Влада Републике Српске је Музеј Републике Српске прогласила централном установом заштите покретних културних добара Републике Српске. Сједиште Музеја Републике Српске се налази у Улици Ђуре Даничића бр. 1 у Бањој Луци.

## Називи
Музеј Врбаске бановине (1930 — 1941) - Хрватски државни етнографски музеј, па затим Хрватски државни музеј (1941 — 1945) - Државни етнографски музеј Босанске крајине (1945 — 1953) - Народни музеј у Бањој Луци (1953 — 1962) - Музеј Босанске Крајине у Бањој Луци (1953 — 1992) - Музеј Републике Српске Бања Лука (од 1992).

## Историјат
Музеј је под називом Музеј Врбаске бановине основан 26. септембра 1930. године у Краљевини Југославији Наредбом бана Светислава-Тисе Милосављевића, који је према одлуци тадашњег краља Александра I Карађорђевића, био први бан Врбаске бановине.
Први управник Музеја Врбаске бановине био је академски сликар Спиридон Шпиро Боцарић који је за десет година рада сакупио велики број етнографских предмета на простору Врбаске бановине од непроцјењиве историјске, националне и културне вриједности. Спиридона Боцарића су убиле усташе 1941. године у Бањалуци, када престаје рад ове институције све до ослобођења 1945. године.
Музеј у Другом светском рату
За вријеме Другог светског рата Мујеј је био у саставу Независне Државе Хрватске (1941 — 1945). Пошто је директор Музеја убијен, Музеј је добио „чисто“ хрватска обиљежја, од самог назива (Хрватски државни етнографски музеј, па затим Хрватски државни музеј) до потпуне промјене сталне поставке.
Музеј у СФР Југославији
Од ослобођења од усташа 1945, па до 1992. године, Музеј Републике Српске је неколико пута мијењао назив и локацију. Прво је носио назив Државни етнографски музеј Босанске крајине. Године 1953. обједињен је с Музејом народног ослобођења (основан 1947. године) и од тада носи назив Народни музеј у Бањој Луци. Године 1962. преименован је у Музеј Босанске Крајине у Бањој Луци.
Музеј у Републици Српској
Под садашњим именом Музеј Републике Српске Бања Лука постоји од 1992. године, на основу Одлуке Владе Републике Српске, од 14. новембра 1992. године. Овом одлуком Музеј Републике Српске је проглашен и за централну установу заштите покретних културних добара Републике Српске.
Дан музеја се обиљежава сваке године 26. септембра, и вазан је за дан оснивања музеја 26. септембра 1930. године.
Музеј Републике Српске од 2006. године учествује у организацији манифестације „Ноћ музеја” чији је покровитељ Министарство културе Републике Француске, а која се одржава у мају сваке године.

## Музејски фондови и збирке
Музеј Републике Српске располаже богатим фондом који има укупно 106.364 музејских предмета, и библиотечким фондом од око 14.300 књига. Једна од најважнијих сталних поставки у музеју је мултимедијална изложба Јасеновац.
Главне активности Музеја Републике Српске су истраживање, прикупљање, чување, затим стручна обрада, проучавање, заштита, излагање и публиковање музејске грађе као заједничког народног блага Републике Српске. Музеј приређује сталне, ауторске, тематске и гостујуће изложбе.

## Организација
У саставу Музеја Републике Српске дјелују седам организационих јединица:
1. Центар за материјалну културу и умјетност
- Одсјек за археологију
- Одсјек за историју
- Одсјек за етнологију и етнографију
- Одсјек за историју умјетности
- Одсјек за природне науке

2. Одјељење за нематеријалну културу
3. Одјељење за документацију и диги-тализацију
4. Центар за конзервацију и рестаурацију
- Атеље за конзервацију и рестаурацију сликарских дјела
- Атеље за конзервацију и рестаурацију текстила и коже
- Атеље за конзервацију и рестаурацију метала
- Атеље за конзервацију и рестаурацију камена, керамике, порцелана и стакла
- Аеље за конзервацију и рестаурацију дрвета
- Радионица ЗОО препаратора

5. Центар за образовно - педагошки рад, комуникације и односе с јавношћу
6. Одјељење за библиотечку и издавачку дјелатност
7. Одјељење заједничких служби
У седам наведених организационих јединица укупно ради 41 радник ( 15 кустоса, три конзерватора-рестауратора и четири препаратора и један музејски техничар-документариста).